# Södertälje kommun
59°11′N 17°38′Ø / 59.183°N 17.633°Ø
Södertälje kommune ligger i Stockholms län i landskapet Södermanland i Sverige. Kommunens administrationscenter ligger i byen Södertälje, der  er kommunens største by.
Södertälje domineres i dag af søfarten gennem kanalen, samt sine to store virksomheder, AstraZeneca og Scania.

## Historie
Byen Södertälje fik byprivilegier, allerede omkring år 1000. Byen opstod i  600-tallet, da landhævningen havde gjort den nuværende Södertälje kanal så grund at den ikke længere var farbar. Da man så blev nødt til at slæbe bådene over det smalle næs med håndkraft blev der brug for arbejdskraft, og dermed grundlag for en by.
I midten af 1800-tallet nåede jernbanen Södertälje, og man begyndte at etablere sig som kurby. 

## Byer
Södertälje kommune har ti byer.

 pr. 31. december 2005.
| #   | By           | Indbyggere |
| --- | ------------ | ---------- |
| 1.  | Södertälje   | 60.279     |
| 2.  | Järna        | 6.284      |
| 3.  | Pershagen    | 2.214      |
| 4.  | Hölö         | 1.199      |
| 5.  | Mölnbo       | 1.011      |
| 6.  | Ekeby        | 988        |
| 7.  | Sandviken    | 338        |
| 8.  | Vattubrinken | 313        |
| 9.  | Viksäter     | 309        |
| 10. | Tuna         | 230        |

## Personer fra Södertälje kommun
- Göran Rosenberg (1948-), forfatter, født i kommunen
- Björn Borg (1956-), voksede op i kommunen

## Billeder
- Södertälje centrum.
- Stortorget med Sankta Ragnhilds kirke.